# Larnaca manteri
Larnaca manteri är en insektsart som först beskrevs av Griffini 1911.  Larnaca manteri ingår i släktet Larnaca och familjen Gryllacrididae. Inga underarter finns listade i Catalogue of Life.